# Kolpa
Kólpa (hrv. Kupa, v Beli krajini Kóupa) je mejna reka med Slovenijo in Hrvaško, desni pritok Save na Hrvaškem. Izvira v močnem kraškem izviru v Gorskem kotarju na Hrvaškem, teče najprej proti severu in nato 118 km daleč po slovensko-hrvaški meji, večinoma po ozki, gozdnati dolini. Vzhodno od Preloke zavije proti severu, teče po vzhodnem robu Bele krajine, pri Metliki ponovno zavije proti vzhodu, teče skozi nizko gričevje mimo Karlovca in se malo pod Siskom izlije v Savo. Za porečje Kolpe se pogosto uporablja pokrajinsko ime Pokolpje (hrv. Pokuplje).
Večji levi pritoki so Čabranka, Lahinja, Kupčina in Odra.
Večji desni pritoki so Kupica, Dobra, Korana, Velika Utinja, Trepča in Glina.

## Opis reke
Izvir Kolpe je okoli 200 m dolgo in do 50 m široko, slikovito jezerce pod strmimi, gozdnatimi pobočji Risnjaka blizu vasi Razloge v Gorskem kotarju, imenovano tudi Kupeško jezero. Jezero je kraški izvir vokliškega tipa, v katerega so se potapljači doslej potopili do globine -154 m. V jezero se občasno površinsko steka potok Krašićevica, z barvanjem so dokazali podzemno povezavo s ponoroma Malenca in Velike vode pri Crnem Lugu. Izvir se nahaja znotraj narodnega parka Risnjak in je kot naravni spomenik zavarovan od leta 1963. Zanimivo je, da je izvir oddaljen samo 24 km zračne črte od Jadranskega morja, Kolpa pa odteka skoraj 1500 km daleč v Črno morje.
Od izvira teče Kolpa najprej 5 km daleč proti severu po ozki gozdnati dolini do Osilnice, kjer se ji pridruži levi pritok Čabranka in od tu naprej teče vse do izpod vasi Rakovec vzhodno od Metlike po slovensko-hrvaški državni meji. Zaradi ozke doline in odmaknjenosti je dolina vse do Bele krajine redko poseljena, težko prehodna v prečni smeri, po njej že stoletja poteka tudi jezikovna meja, vendar pa je značilno, da je reka od nekdaj združevala prebivalce z obeh bregov in nikoli ločevala. "Njena dolina je povečini zelo tesna, nekaj časa skoro pravi kanjon, povsod pa vrezana izredno globoko. ... Njena globoko zarezana dolina se uveljavlja v reliefu tem učinkoviteje, ker je izdolbena v visoko ležeče apneniške planote, opremljena po veliki večini s prav strmimi pobočji." 
Globoka dolina Kolpe je najsevernejša od velikih rek Dinarskega gorstva, ki se iz njegovega osrčja prebijajo večinoma proti severu k reki Savi. Tudi Kolpa teče prečno na dinarske tektonske strukture, usmerjene od severozahoda proti jugovzhodu in skoraj v celoti zgrajene iz jurskih in krednih apnencev ter dolomitov. Le v povirju Čabranke ter med Brodom na Kolpi in Kostelom so na površju neprepustni permski skrilavi glinavci in peščenjaki, s katerih površinsko pritekajo v Kolpo številni manjši potoki, ki jih v ožjih delih doline, vrezanih skozi debele plasti apnencev, ne najdemo. Kamninska zgradba določa tudi druge značilnosti doline: kjer so na površju neprepustne kamnine, je dolina širša in površje razčlenjeno s potoki, kar je zlasti očitno ob Čabranki ter na odseku med Brodom na Kolpi in Kostelom, v apnencih pa se dolina zoži, tako da je ob reki prostora zgolj za cesto, tik nad njo pa se vzpenjajo zelo strma, mestoma prepadna dolinska pobočja. Ti najožji deli so tudi skoraj povsem neposeljeni.
Prva takšna razširitev je pri Osilnici, na sotočju Kolpe in Čabranke, kjer je nastalo sedanje majhno lokalno središče in sedež občine. Kmalu pod vasjo vstopi reka v ožji del doline, izdelan v triasnih dolomitih, kjer se na obeh bregovih reke vrstijo majhne vasice, postavljene na vršaje kratkih pritokov (Ribjek, Bosljiva Loka, Srobotnik ob Kolpi, Kuželj na slovenski ter Turke in Kuželj na hrvaški strani). Visoko nad tem delom doline se na slovenski strani dvigajo bele stene Borovške gore s slikovito Loško steno. Iz tega dela doline je doma zgodba o Petru Klepcu, junaku iz slovenskega ljudskega izročila.
Pri Brodu na Kolpi (na slovenski strani vas Petrina) se začenja 7 km dolg širši odsek doline v permskih skrilavih glinavcih in peščenjakih, ki nosi pokrajinsko ime Kostelsko po gradu Kostel visoko nad reko. V dnu doline in na pobočjih je več vasi, ki so nastale že v 12. in 13. stoletju. Tu je star prehod čez dolino Kolpe (glavna cesta Kočevje–Delnice), ki so ga v 15. in 16. stoletju uporabljale tudi turške vojske za vpade na takratno Kranjsko (turški vpadi). Lokalni središči kostelskega dela doline sta Fara in Vas, na hrvaški strani Brod na Kolpi.
Pod vasjo Slavski Laz se začenja naslednja, skoraj 20 km dolga soteska Kolpe, ki sega do naslednje manjše razširitve pod Starim trgom ob Kolpi. Dolina je vrezana okoli 300 m globoko v okoliške kraške planote, v dnu doline je komaj kje prostora za manjšo vasico ali samotni, danes opuščeni mlin. Reka teče v tem delu skozi globoki kras in ne dobiva nobenih površinskih pritokov, napaja pa jo več kraških izvirov, mdr. močan kraški izvir Bilpa, v katerem pridejo na površje vode ponikalnice Rinže s Kočevskega polja.
Kakšnih 200 m nad Kolpo se na severni strani s strmim robom končuje Poljanska dolina, nekdanji otok slovenske poselitve sredi pokrajine, poseljene s Kočevarji. Manjše vasi so tudi na obeh bregovih Kolpe in pri Sodevcih tudi zadnji most čez reko vse do Bele krajine, kajti kmalu se Kolpa ponovno zaje v ozko neposeljeno sotesko, kjer je v dnu prostora samo za reko in ribiške stezice ob njej. Po tem delu doline je od Radencev do Damlja speljana 12 km dolga in označena pešpot . Nekoliko se dolina razširi le pod Severinom na Kolpi na hrvaški strani in pri Damlju na slovenski strani, nato pa se ponovno stisne v ozek kanjon in odpre šele pri Učakovcih v Beli krajini.
Pokrajina se tu odpre v širno Karlovško kotlino, h kateri geološko spada tudi Bela krajina, in počasi vstopamo v panonski del Slovenije. Površje je tu nižje in uravnano, vendar Kolpa nadaljuje svoj tok po ozki dolini, vrezani v okoliško uravnano in zakraselo površje, ki se nekoliko razširi le pri Vinici, v ostalem delu v njej ni prostora niti za naselja niti za cesto. Šele pri Gribljah se dolina spet razširi v manjšo ravnino, na robu katere je mesto Metlika, nekoliko niže pa reka vstopi na Hrvaško in nadaljuje svoj tok skozi nizko gričevnato pokrajino hrvaškega Pokolpja . Pri mestecu Ozalj se dolina ponovno razširi in reka teče v vse večjih vijugah proti vzhodu, dobi z desne kraško reko Dobro in teče skozi Karlovec, kjer se vanjo steka Korana. Naprej teče po večinoma gosto poseljeni dolini med nizkim gričevjem mimo Petrinje do Siska, malo pod mestom pa se pridruži Savi.

## Hidronim in etimologija
Pri starogrškem geografu Strabonu se Kolpa imenuje Κόλαπις, Plinij Starejši jo omenja kot Colapis, vendar izvor imena ni poznan. Po mnenju etimologov naj bi sedanje ime reke nastalo iz romanskega imena Colpe, ki pa je nedvomno predromanskega izvora. Ime reke se v srednjeveških in poznejših virih pojavlja v številnih različicah, mdr. Culpa (799), ad Gulpam (892), Cupa (1209), de Culpa (1284), Cuppa (1423) itd.

## Hidrogeografija
Kolpa ima v celotnem toku izrazit dinarski tip dežno-snežnega režima z le malenkost nižjim viškom pretokov v spomladanskih (marec–april) kot pozno jeseni (oktober–december); prvi višek je posledica taljenja snega in deloma spomladanskih deževij, jesenski višek povzročajo obilna jesenska deževja. Avgustovski nižek je veliko izrazitejši kot zimski, saj imamo na dinarskem krasu tudi v zimskih mesecih pogosto dež, deloma pa je to posledica kraške retinence, zaradi katere se v kraškem podzemlju zadrži precejšen delež vode od jesenskih deževij in le počasi odteka v površinske vode. Ob nizkih poletnih pretokih se Kolpa zlasti v Beli krajini ogreje do prijetnih kopalnih temperatur (prek 25 °C) in tudi v zgornjem toku do 24 °C.
Najmanjši in največji zabeleženi pretoki Kolpe v obdobju 1971–2000 (m3/s) 
| Vodomerna postaja | Najmanjši pretok (datum) | Največji pretok (datum) | Povprečni letni pretok |  |
| ----------------- | ------------------------ | ----------------------- | ---------------------- |  |
| Petrina           | 1,6 (14.10.1985)         | 658 (7.12.1976)         | 25,8                   |  |
| Radenci II        | 2,4 (31.7.1983)          | 949 (7.12.1976)         | 50,7                   |  |
| Metlika           | 4,6 (1.8.1983)           | 1116 (25.9.1979)        | 71,0                   |  |
| Farkašić          | 13,6 (?)                 | 1631 (? 1974)           | 195                    |  |

Kolpa je v zgornjem in srednjem toku deloma kraška in deloma 'navadna', nekraška reka. Del njenega povirja je namreč v neprepustnih permskih skrilavih glinavcih in peščenjakih, na katerih se je razvila površinska rečna mreža, večji del porečja pa je kraški in brez površinskih voda. Površinski vodotoki se zelo hitro odzovejo na močne padavine, vendar je struga Kolpe dovolj velika, oziroma njena dolina tako ozka, da niti ni veliko možnosti za razlivanje vode. Vode v krasu se zaradi kraške retinence počasneje odzovejo na padavine, tako da poplave ob Kolpi niso zelo pogoste. Kljub temu se lahko višina Kolpe ob poplavah dvigne za več metrov, zaradi česar so bili nekdanji mlini ob reki zgrajeni v nadstropje.
Obilne padavine na dinarski gorski pregradi (več kot 2000 mm letno) omogočajo velik specifični odtok, ki znaša na vodomerni postaji Petrina 55,3 l/s/km2, dolvodno pa se zaradi manjše količine padavin v Beli krajini (1200–1400 mm) ter nižjega in položnejšega površja zmanjša na 25,1 l/s/km2 (vodomerna postaja Metlika).
V zgornjem toku so poplave omejene na ozek pas nižjega sveta ob Kolpi, kjer lahko poplavijo lokalne ceste ali najbližje hiše, vendar večje škode ne povzročajo. Nekoliko širše poplavno območje je ob Kolpi v Beli krajini, in sicer med Gribljami in Primostkom ter na hrvaški strani med vasema Pravutina in Zaluka Lipnička ter pri Metliki med Križevsko vasjo in Bubnjarci.
Povsem drugačna je Kolpa v spodnjem toku, kjer poplave pogosto ogrožajo Karlovec in Sisak ter druga naselja ob reki. Karlovec je nazadnje doživel katastrofalne poplave leta 1939, Kolpa s pritoki je poplavljala tudi v letih 1939, 1966, 1972, 1974, 1996, 1998, 2001, 2005, 2010, 2012 in kar dvakrat v letu 2013 (od 21. do 24. januarja in od 12. do 14. novembra). Po hudih poplavah leta 1966 so v letih 1970–1983 zgradili 22 km dolg razbremenilni kanal Kolpa–Kolpa (hrv. Kupa–Kupa) med Brodarci in Donjo Kupčino, ki naj bi ob največjih poplavah prevzel približno polovico Kolpine vode in s tem bistveno zmanjšal vodostaj Kolpe v Karlovcu. Del poplavne vode bi iz razbremenilnika spuščali v retenzijski bazen Kupčina, saj je ob takšnih poplavah potrebno zmanjšati pretok Kolpe tudi pri Sisku. To mesto je najbolj ogroženo, kadar hkrati narasteta Sava in Kolpa.

## Kakovost vode
Po podatkih ARSO je bila Kolpa leta 2009 in 2010 v zelo dobrem (na odseku Osilnica–Petrina), zmerno dobrem (na odseku Petrina–Primostek) in dobrem kemijskem stanju (odsek Primostek–Kamanje). Tudi ekološko stanje Kolpe je bilo na odvzemnem mestu Radenci v teh letih zelo dobro.
Kolpa je v poletnih mesecih vse bolj priljubljena za kopanje in druge športe na vodi. Rezultati meritev kakovosti kopalnih voda so za celoten tok reke od Osilnice do Podzemlja v letih 2010–2012 pokazali, da je bila voda v skladu s predpisi, čeprav je bila kakovost vode v letu 2012 nekoliko slabša kot v predhodnih letih. Podobno stanje je bilo tudi poleti 2013, kljub izjemno visokim temperaturam in majhnemu pretoku Kolpe. Tudi za življenje rib je kakovost vode v Kolpi razmeroma dobra, čeprav na celotnem toku od Osilnice do Božakovega še vedno ne dosega priporočene kakovosti.

## Ljudje in reka
Reka Kolpa in njeni pritoki so bili zlasti v zgornjem toku nekoč zelo pomemben vir energije, saj je v obdobju od okoli 1880 do 1980 na njih delovalo kar 192 obratov na vodni pogon, od tega 67 na Kolpi, 36 na Čabranki in njenih pritokih ter 22 na Lahinji in pritokih. Največ je bilo mlinov (147), ostalo so bile žage (39) in drugi obrati (kovačnice). Vodni obrati so začeli propadati že kmalu po prvi svetovni vojni, posebno mlini, ki so bili večinoma majhni in v lasti ene ali dveh kmetij. Večji mlini so bili samo na Vinici, v Pobrežju in Krasincu. Leta 1984 je stalno ali občasno delovalo še 24 vodnih obratov (12 žag, 11 mlinov in kovačnica na Čabranki). Zdaj so skoraj vsi vodni obrati utihnili, večina jih je prepuščena propadanju, nekatere so si lastniki spremenili v vikende, dva sta zavarovana kot kulturna spomenika lokalnega pomena, in sicer mlin v Bregu pri Sinjem Vrhu ter Kuzmin mlin in žaga v Pobrežju, ki občasno še vedno delujeta.
Ker je imela Kolpa večino leta dovolj vode, niso bili potrebni zahtevnejši posegi v rečno strugo. Dovolj je bila nizka pregrada (domače ime slap) iz večjih kamnov diagonalno na smer vodnega toka, ki je odvajala le majhen delež vode po kratkem kanalu do mlinskih koles. Teh nizkih pregrad je bilo na reki 65; na dveh sta bila vodna obrata na obeh bregovih, ob 19 pregradah pa sta hkrati delovala žaga in mlin. Pregrade so bile nizke, visoke le 1–1,5 m, le betoniran jez v Prelesju je visok 3 m.
Kljub določenim potencialom za pretvorbo nekdanjih vodnih obratov v male hidroelektrarne teh zaenkrat ob Kolpi in njenih pritokih ni veliko (po ena na Mirtoviškem in Dolenjem potoku). Mala hidroelektrarna na Mirtoviškem potoku je sporna z naravovarstvenega vidika. Slovenija nima interesa za energetsko izrabo Kolpe, nasprotno pa je Hrvaška na mejnem odseku razmišljala o možnostih gradnje petih večjih hidroelektrarn z močjo 10–100 MW (Kupari, Dol, Severin, Prilišće in Stankovci) ter treh manjših hidroelektrarn z močjo do 10 MW (Kočići, Otok in Božakovo). Te zamisli so v popolnem nasprotju z načrti slovenske strani in tudi z varstvom narave na Hrvaškem, saj bo celotna Kolpa vključena v varstvena območja Natura 2000, del tega območja na naši strani pa je že zavarovan kot krajinski park, pripravlja se tudi še razglasitev regijskega parka Kočevsko–Kolpa.
Na spodnjem toku Kolpe delujeta danes dve mali hidroelektrarni v Ozalju, in sicer starejša Ozalj 1 (imenovana Munjara; zgrajena leta 1908) z instalirano močjo 3,3 MW ter leta 1952 zgrajena MHE Ozalj 2 z instalirano močjo 2,2 MW. V načrtu je še gradnja MHE Brodarci na pregradi na začetku razbremenilnega kanala Kolpa–Kolpa s predvideno instalirano močjo 9,3 MW.
Na spodnjem toku Kolpe je bil v 18. in 19. stoletju pomemben ladijski promet vse do Karlovca. Ladje z nosilnostjo 400–600 t so vozile predvsem žito, les in gradbeni material, običajno so jih vlekli konji. V Karlovcu so bila tri pristanišča, v katerih so blago pretovarjali na vozove in ga odvažali proti Reki, Senju in tudi Trstu. Z izgradnjo železniških prog Zidani Most–Zagreb–Sisak (1862) in Zagreb–Reka (1873) je plovba po Kolpi zamrla, danes poteka skromen tovorni promet samo od izliva v Savo do Siska (4 km).
Še nekaj let nazaj je bila dolina Kolpe samotna, redko poseljena in vanjo so zahajali predvsem ribiči in ljubitelji narave. V zadnjih letih je postal turizem pomembna dejavnost, predvsem v poletnih mesecih, ko lahko obiskovalci uživajo ob kopanju ali čolnarjenju po čisti in topli reki. V neposredni bližini reke je več urejenih kampov (v Gorenji Žagi, Dolu, Srednjih Radencih, Vinici, Adlešičih, Gribljah, Podzemlju, Primostku in Križevski vasi), turističnih kmetij in manjših prenočišč oziroma apartmajev. Zelo pomemben je tudi športni ribolov, tako na slovenski kot hrvaški strani reke.
Evropska Unija sofinancira dva okoljevarstvena projekta v povezavi s Kolpo in s tem pospešuje tudi čezmejno sodelovanje med Slovenijo in Hrvaško. V programu Curs Colapis sodelujejo vse tri belokranjske občine, Krajinski park Kolpa, turistično društvo Damelj in sosednje hrvaške občine Žakanje, Kamanje in Netretić. V okviru projekta želijo urediti predvsem dostopna mesta za čolne in drugo infrastrukturo za rekreativno rabo Kolpe ter izboljšati prepoznavnost reke Kolpe kot turistične destinacije. Drugi projekt je Viri življenja/Izvori života in je usmerjen v urejanje izvirov ter kalov s cilji ohranjanja ter oživitvijo naravnih in kulturnih virov tega območja, povečanje biotske raznovrstnosti (izviri in drugi vodni pojavi kot pomembni habitati) ter krepitev regionalne identitete.

## Varstvo narave
Slovenski del Kolpe je vzdolž celotnega toka po slovensko-hrvaški meji, od Osilnice do izpod Rakovca, vključena v varstveno območje Natura 2000. Zgornji del, od Osilnice do Otoka, je del območja Kočevsko–Kolpa , od tu naprej del območja Kolpa. Z vstopom Hrvaške v EU bo v območje Natura 2000 vključena Kolpa v celotnem toku, od izvira do izliva v Savo pod Siskom.
Reka Kolpa z bližnjimi območji in precejšnjim južnim delom Bele krajine je vključena v Krajinski park Kolpa, ki ga je leta 1998 razglasila občina Črnomelj, od leta 2006 pa je zavarovano območje na državnem nivoju. Meri 43,32 km2 in poleg slovenskega dela reke obsega naplavne ravnice ob reki, strma pobočja nad reko ter bližnje gozdove in kmetijske površine z naselji znotraj meja krajinskega parka. V načrtu je še ustanovitev regijskega parka Kočevsko–Kolpa; predvideno območje parka je sicer že vključeno v pripravo planskih dokumentih, vendar se pri ustanavljanju parka zaenkrat krepko zatika.

## Galerija
- Kraški izvir Kolpe
- Kolpa pod Brodom na Kolpi
- Dolina Kolpe med Kostelom in Dolom
- Poletno jutro na Kolpi (Vinica)
- Kolpa pri Marindolu
- Kolpa pri Gribljah
- Kopališče pri vasi Podzemelj
- Hidroelektrarna Ozalj1 na Kolpi
- Kolpa v Karlovcu
- Kolpa v Sisku